# スカルノ・ハッタ空港スカイトレイン
スカルノ・ハッタ空港スカイトレイン（スカルノハッタくうこうスカイトレイン、インドネシア語: Kalayang Bandara Soekarno–Hatta）は、インドネシア共和国ジャカルタにあるスカルノ・ハッタ国際空港の第1・第2・第3ターミナルおよびSHIA駅の延長3.05キロメートルを結ぶ、無料の新交通システム (APMS) である。
スカイトレインの所要時間は、或るターミナルから他のターミナルへは5分であるが、第2ターミナルから第3ターミナルまでは7分掛かる。
スカイトレインは無人の自動化システムとして設計されたが、現在のシャトルサービスのスカイトレインは乗務員による手動運転で運行されている。
線路は複線だが運用は単線並列であり、各駅ともにA・B両方ののりばから両方向に発着するため、特に中間駅である空港駅とターミナル2では注意が必要。なお、スカイトレインのダイヤはインドネシア空港ウェブサイトおよびスマートフォンアプリケーションで検索が可能である。

## 鉄道車両

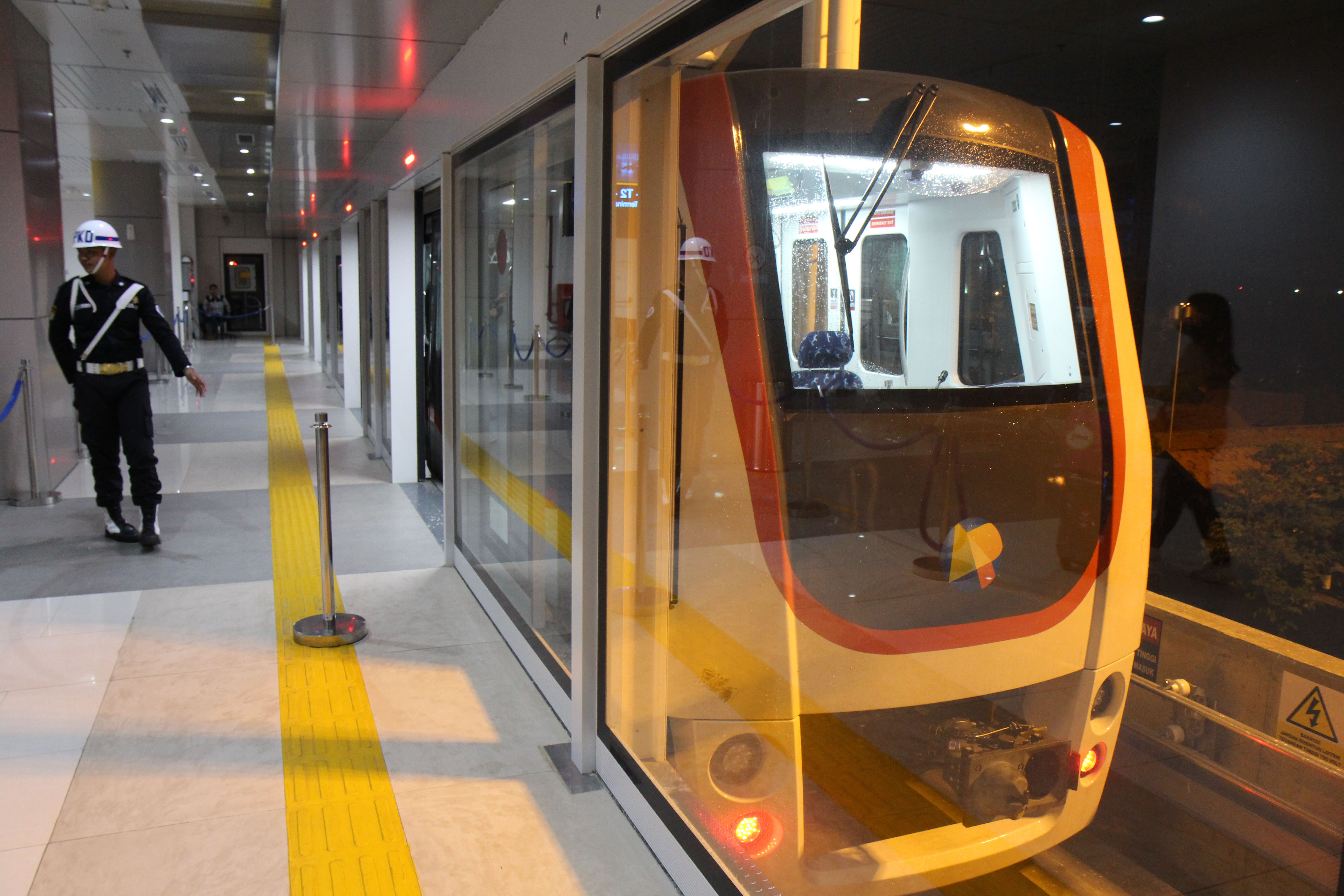
第1ターミナル駅での新交通システム

当システムは、韓国の宇進産電 (Woojin Industries) の協力のもと、国有企業の PT LEN Industri によって製造されたゴムタイヤ式の空港新交通システムを利用している。
2両編成の列車が3編成で運行されている。
列車は1度の移動で乗客176人を輸送することができる。
列車は毎時60キロメートルの速度で移動し、自動案内軌条式旅客輸送システム (AGT) 技術を備えている。

## 駅一覧
| 駅番号  | 駅名                       |
| ------- | -------------------------- |
| 01      | ターミナル1                |
| A 05 02 | スカルノ・ハッタ国際空港駅 |
| 03      | ターミナル2                |
| 04      | ターミナル3                |

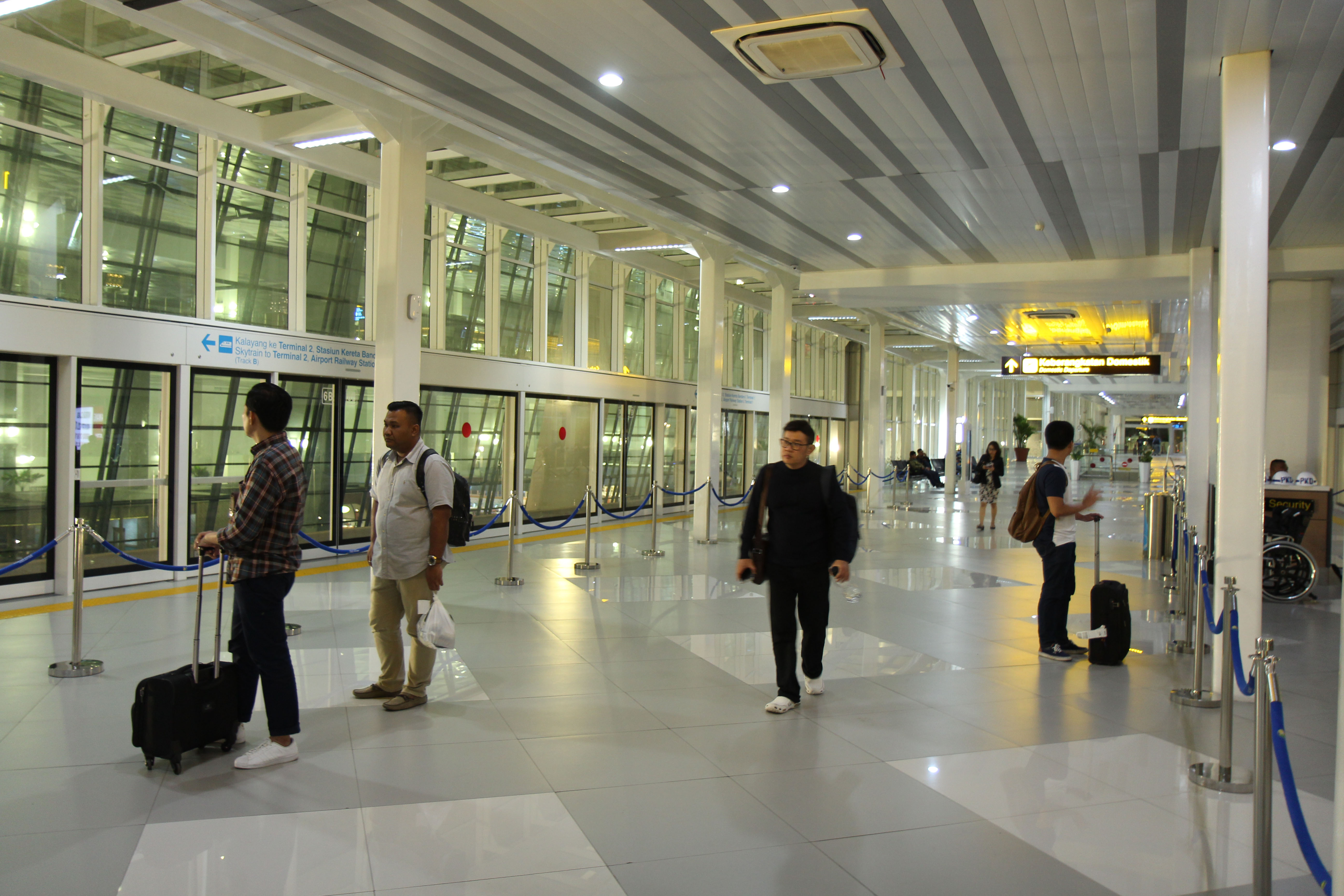
スカイトレイン第3ターミナル駅

空港駅からは、スカルノ・ハッタ空港鉄道を利用するとジャカルタ市内中心部へ簡単に移動ができる。
スカイトレインの全駅にはプラットホームスクリーンドアが備わっており、次の列車の到着時刻がプラズマスクリーンにリアルタイム表示されている。
スカイトレインは2017年9月17日以来稼動している。

## 今後の展開

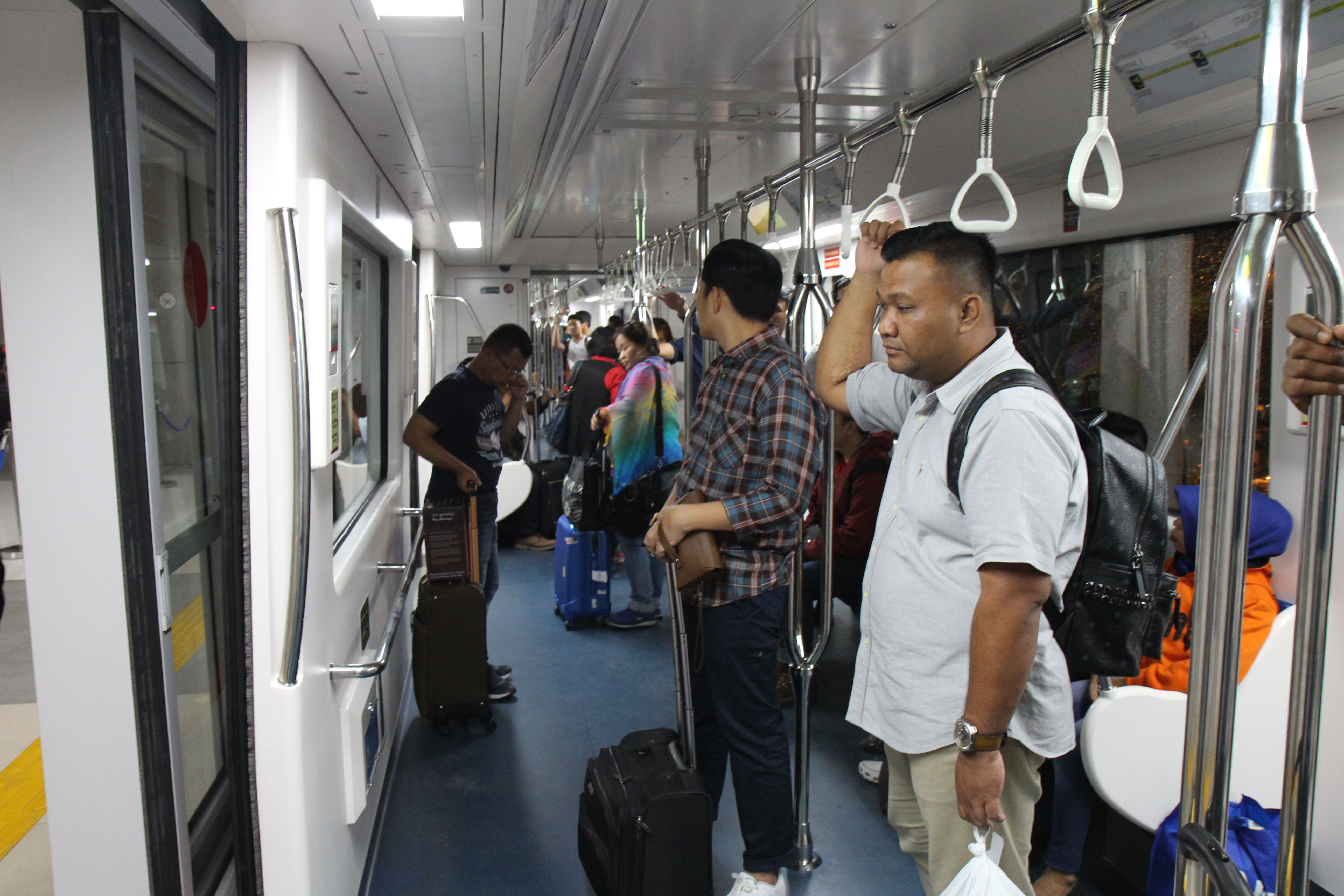
スカイトレインの利用客

スカイトレインはフェーズ2において、計画中の新しい第4ターミナルおよびスカイ・ハブ（商業用エリア）へと延伸される。
その後は、総合ビルディングターミナルおよび第1・第2・第3ターミナルへと結ばれる。